# 1. Division 1898/1899
Čtvrtý ročník 1. Division (1. belgické fotbalové ligy) se konal od 30. října 1898 do 16. dubna 1899.
Sezonu vyhrál obhájce minulého ročníku klub RFC Lutych. Nejlepším střelcem se opět stal hráč FC Bruselu Frank König. Hrálo se na dvě skupiny a vítězové skupin hrály dva zápasy proti sobě. Vítěz RFC Lutych porazil Bruggy 2:0 a 4:3.